# Rebote, juego de pelota vasca
El Rebote es una modalidad de la pelota vasca que se juega por equipos  en un frontón abierto, con paredes en los extremos pero no en los laterales.
Los jugadores usan cestas cortas menos el saque que se hace a mano.
En la primera mitad del siglo XX su práctica era muy popular jugándose en muchas localidades vascas a ambos lados de la frontera. Actualmente se halla en claro retroceso en la vertiente española donde principalmente se juega en las plazas de Villabona y Zubieta. En la parte francesa, tiene más vitalidad como en las localidades de Hasparren, Sara o Cambó entre otras.

## Descripción del juego
El Rebote surgió como tal a principios del siglo XIX con unas raíces comunes con otros deportes como el tenis. De hecho en su forma de contar se hace a 15, 30, 40 y juego hasta completar los 13 juegos.
Es un deporte de cinco contra cinco representando cada equipo a un pueblo.
La pelota vuela de un lado a otro de la plaza en un espacio de 50 o 60 metros . La cesta se utiliza para primero atrapar la pelota y en un rápido movimiento lanzarla al campo contrario. 

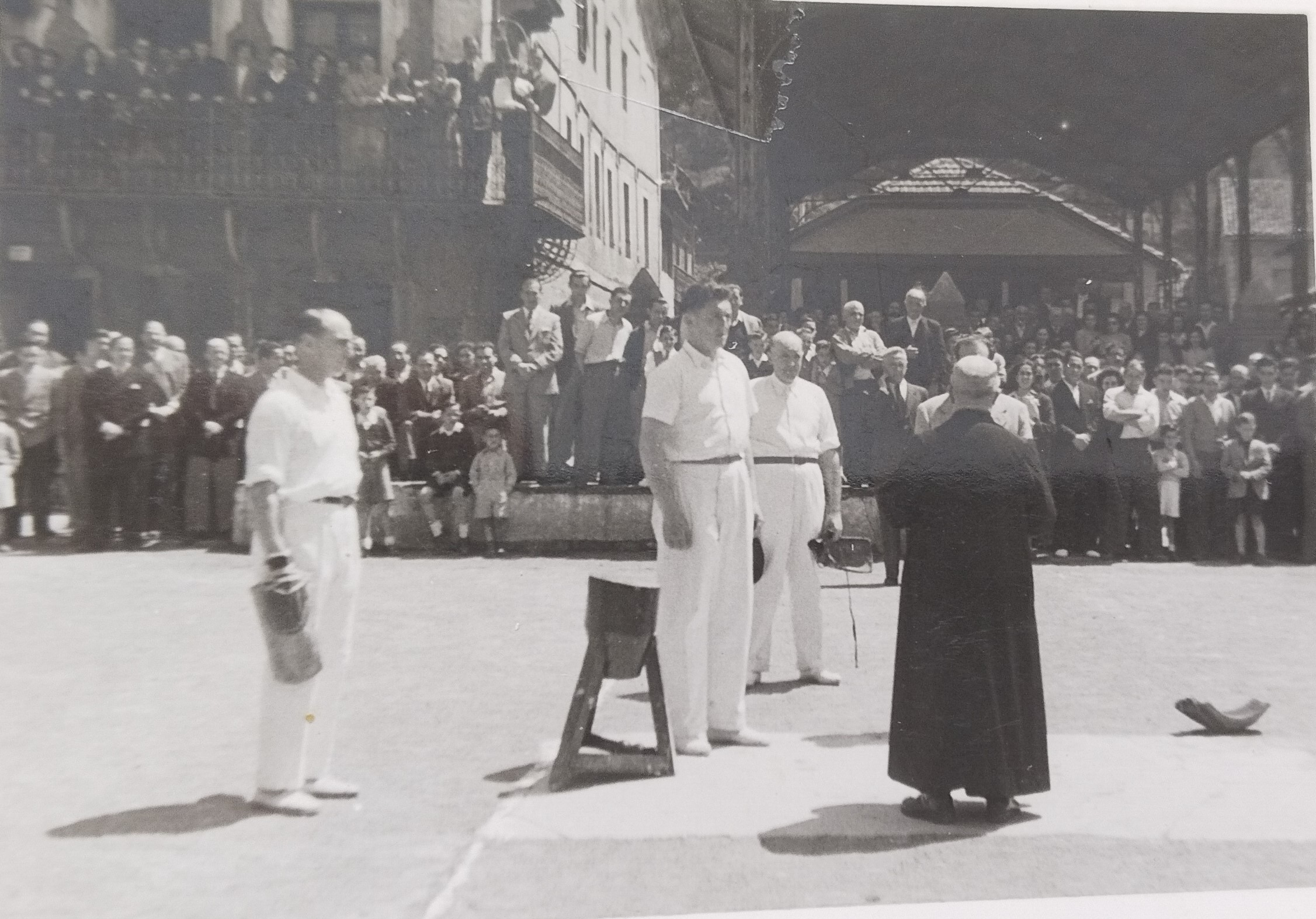
Ángelus a las 12 en un partido de rebote. Villabona

El Rebote tiene  una importante riqueza cultural y turística. Las gradas de los frontones solían estar llenas los días de partido y el ambiente en los alrededores era de gran fiesta con txistularis.
Antiguamente los  jueces del partido de rebote cantaban el tanto con una  partitura a la manera de los bersolaris. Era una monodia hermosa. 
Es destacable la rivalidad entre los equipos de Villabona y Hasparren que cada  31 de julio disputan un partido que en el año 2023 hizo la 91 edición.
Entre sus impulsores cabe destacar a Teodoro Hernandorena (1898-1994) de Cizurquily a la Sociedad Behar-Zana de Villabona fundada en 1946.
Hubo muchos jugadores destacados a lo largo de la historia que luego pasaron al profesionalismo en frontones de todo el mundo  pero por su singularidad se puede destacar al "Manco de Villabona"  que  a su gran habilidad se añadía el hecho de ser zurdo lo que le hizo destacar en la época dorada del rebote  a finales del siglo XIX.